# 路之淦
路之淦（1898年—1946年8月15日），浙江省余杭县人，满洲国官员。
路之淦于1919年毕业于复旦大学。九一八事变爆发后，马占山出任黑龙江省政府主席，路之淦曾担任其机要秘书。满洲国成立后，历任黑龙江省公署秘书长、海伦县县长、双城县县长等职。1937年，任满洲国内务局财务科科长，并兼任参事官。1938年8月，出任吉林市市长。1942年11月起，担任吉林省民生厅厅长。1945年5月，升任三江省省长。
1945年8月满洲国灭亡后，路之淦在逃往依兰县的途中被苏联红军俘获。次年8月15日，在佳木斯市抗战胜利一周年大会上被公审，并被当场枪决。